# Przymus Bonneya
Przymus Bonneya to bardzo interesująca i złożona odmiana przymusu podwójnego, w którym obaj obrońcy stają w serii przymusów niejednoczesnych we wszystkich czterech kolorach.
```
                        ♠ A D 10 2
                        
♥
 -
                        
♦
 3
                        ♣ 3
             ♠ K W 7              ♠ 6 5 4 3
             
♥
 A                  
♥
 -
             
♦
 -                  
♦
 K D
             ♣ K D                ♣ -
                       ♠ 8
                       
♥
 K
                       
♦
 A 2
                       ♣ A 2
```

Rozgrywający gra asa trefl i E zmuszony jest do odrzucenia pika (wyrzucenia kara od razu wyrabia lewę u rozgrywającego).  Rozgrywający gra teraz asa karo i W staje w odmianie przymusu kaskadowego - jeżeli pozbędzie się trefla to zagranie forty w tym kolorze postawi go w ponownych przymusie, odrzucenie asa kier wyfortuje króla w tym kolorze i doprowadzi do następnego przymusu po zagraniu tej karty, wyrzucenie pika pozwoli rozgrywającemu na impas w tym kolorze i da mu 4 lewy pikowe.